# برمنسيون
البرمنسيون (الاسم العلمي: Prymnesium) هي جنس من الأسناخ صبغية يتبع الفصيلة البرمنسيونية من رتبة البرمنسيونيات.